# Cerodirphia zikani
Cerodirphia zikani är en fjärilsart som beskrevs av William Schaus 1921. Cerodirphia zikani ingår i släktet Cerodirphia och familjen påfågelsspinnare. Inga underarter finns listade i Catalogue of Life.